# 斯托亞尼夫
50°22′47″N 24°39′46″E / 50.37972°N 24.66278°E
斯托亞尼夫（烏克蘭語：Стоянів），是烏克蘭西部的村莊，隸屬利維夫州的舍普季茨基區。該村處於蘇季利夫卡河畔，始建於1501年，面積5.68平方公里，2001年人口2,942，人口密度每平方公里517.96人。